# Fieu
Fieu é uma comuna francesa na região administrativa da Nova Aquitânia, no departamento da Gironda. Estende-se por uma área de 14,58 km². Em 2010 a comuna tinha 518 habitantes (densidade: 35,5 hab./km²).